# Гербова корона

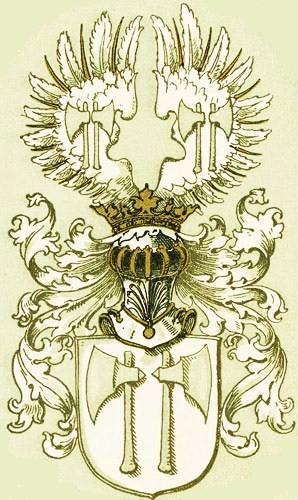
Приклад корони шолома в повному гербі (фон Заберн)

Гербова корона, яку також називають листовою короною, листям або квітковою короною, вживалася як покриття гербових шоломів з ХІІІ століття як символ шляхти.
Шоломова корона — вінець, розташований на гербовому шоломі, яка служить для з’єднання шолома і клейноду. Спочатку на корону мали право лише шляхтичі. Вона складається з п’яти видимих зубців, середннього і двох зовнішніх листоподібних. Інші дві хвилі часто мають перлину. Гербову корону не слід плутати з короною чину, оскільки на відміну від неї, шоломова корона не може стояти поверх щита.
Спочатку це була королівська та князівська корона, на яку шляхта тоді претендувала сама. У XIV-XV столітті вінець шолома з’явився у різних родин шляхтичів і вживався ними безперечно. Хоча це насправді було характеристикою знаті, суворе рівняння шолом корона = шляхетність, отже, не є правильним у цій ексклюзивності. Найпізніше з кінця XVІ столітті деякі придворні графи видавали всі герби для простолюддя із цим атрибутом шляхетства.
Використання цього так званого «аристократичного атрибуту» стосувалось не лише знаті, а насправді здатності брати участь у турнірах. Тільки лицарі мали право брати участь у турнірах, тобто мали право носити зброю та брати участь у турнірах, але не всі з них мали шляхетне походження.